# Tolpis nemoralis
Tolpis nemoralis là một loài thực vật có hoa trong họ Cúc. Loài này được Font Quer miêu tả khoa học đầu tiên.